# Sept fontaines de la Simme
Les Sept fontaines de la Simme constituent une curiosité naturelle située à Lenk im Simmental, en Suisse. Elle correspondent à une fontaine karstique de la Simme. Le cours d'eau jaillit d'une paroi au pied des Wildstrubel vers 1 450 mètres d'altitude comme s'il sortait de sept fontaines. En fait, ces sources sont alimentées par le glacier de la Plaine Morte situé à environ 3 kilomètres au sud et 1 300 mètres plus haut.